# マイル毎時
マイル毎時（マイルまいじ、英: miles per hour、記号：mph、mile/h、mi/h）は、ヤード・ポンド法の速さの単位である。
1マイル毎時は、1時間に1マイル進む速さである。通常は「時速1マイル」のように言う。ここでの「マイル」は通常は「国際マイル」（正確に1609.344 m）のことであり、「測量マイル」(約1609.347 219 m)ではない。
英米では、通常は「miles per hour」の頭文字を取ってmphと表記される。国際単位系（SI）の組立単位の表記法に従ってmi/hと表記することもある。
マイル毎時はアメリカ合衆国、イギリス（北アイルランドを含む）における道路の制限速度標識等に記されている。

## 使用

世界の交通標識の最高速度単位。
キロメートル毎時 (km/h)
マイル毎時 (mph)
両方
速度制限単位なし

### 道路交通

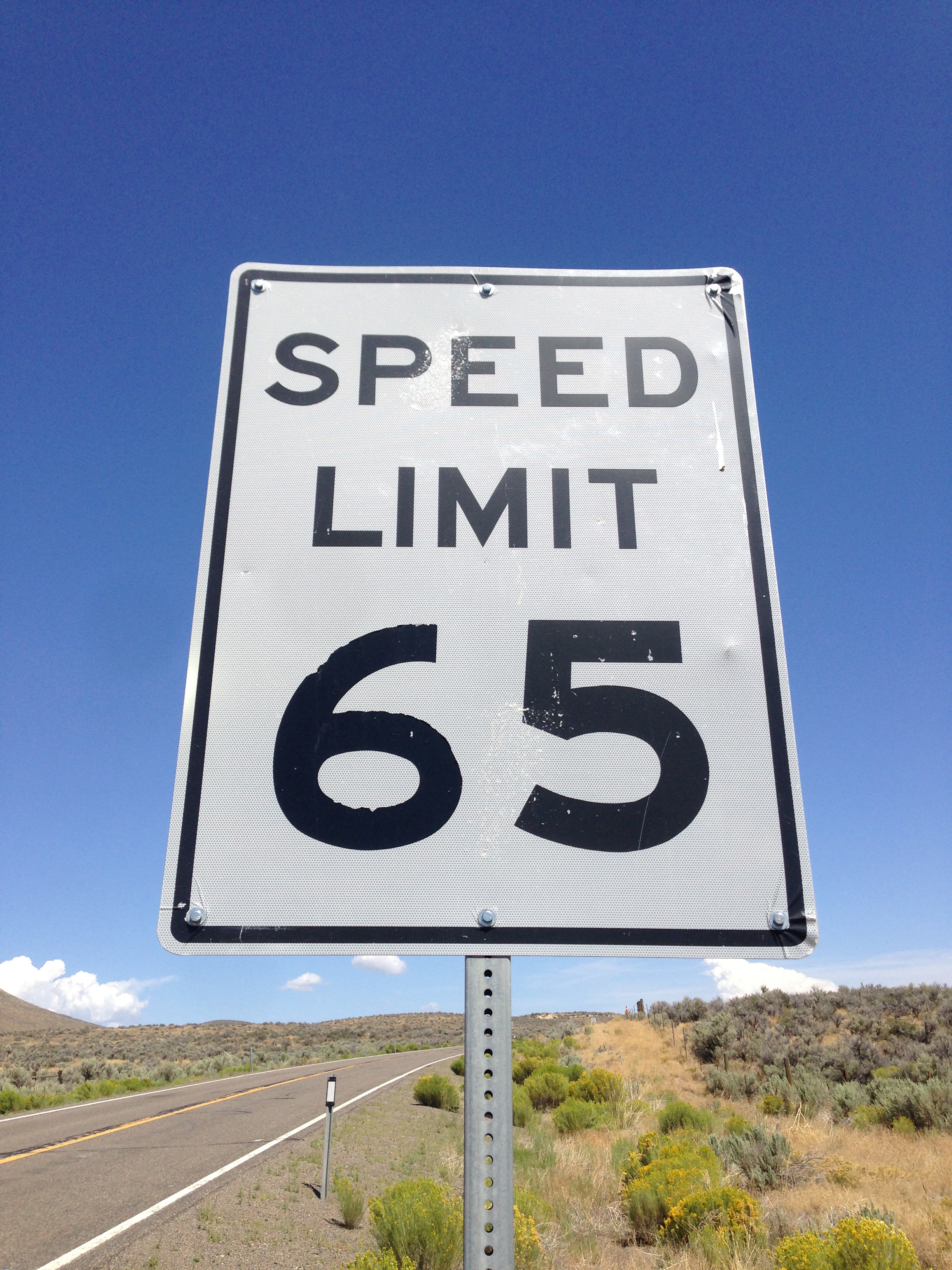
アメリカ合衆国の時速65マイル制限の標識

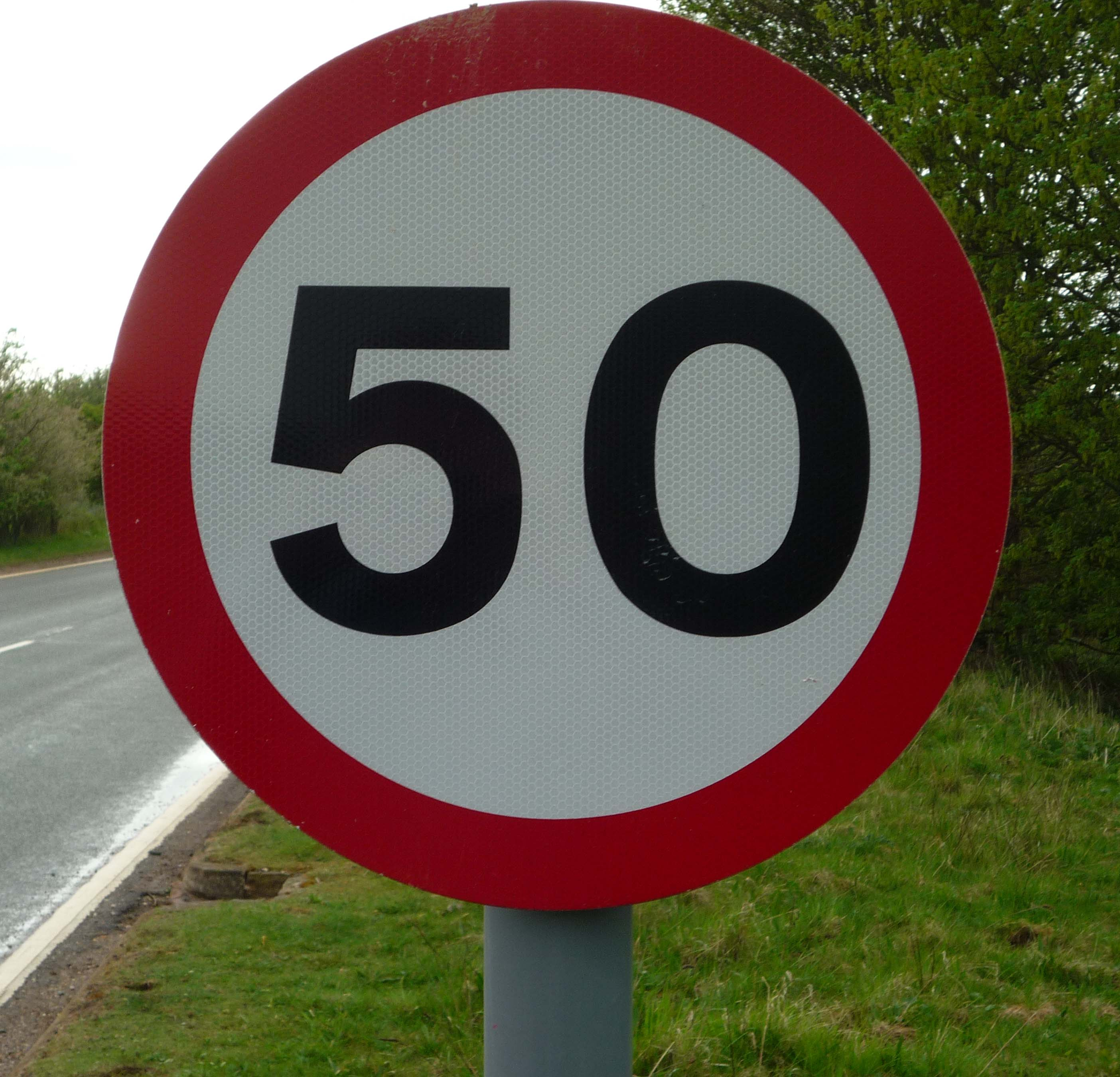
イギリスの時速50マイル制限の標識

最高速度と道路交通速度は、以下の管轄区域では時速マイルで表示されている。
- アンティグア・バーブーダ
- バハマ[3]
- ベリーズ[4]
- ドミニカ国[5]
- グレナダ[6]
- リベリア（時折）[16]
- マーシャル諸島
- ミクロネシア連邦
- パラオ
- セントクリストファー・ネイビス[17]
- セントルシア[18]
- セントビンセント・グレナディーン[19]
- サモア（キロメートル毎時とともに）[20]
- イギリス[2]
- イギリスの海外領土
  - アンギラ[21]
  - イギリス領ヴァージン諸島[22]
  - ケイマン諸島[23]
  - フォークランド諸島[24]
  - セントヘレナ・アセンションおよびトリスタンダクーニャ[25]
  - タークス・カイコス諸島[26]
- イギリスの王室属領
  - ガーンジー
  - マン島
  - ジャージー
- アメリカ合衆国[1]
- 海外領土・自治領
  - アメリカ領サモア[27]
  - グアム[28]
  - 北マリアナ諸島[29]
  - プエルトリコ
  - アメリカ領ヴァージン諸島[30][31]

### 鉄道網
マイル毎時は、アメリカ合衆国およびカナダの鉄道で使用される単位である。また、路面電車と一部の地下鉄を除くイギリスの鉄道でも使用されている。

### 航海用・航空用
航海や航空の用途では、速度の共通単位としてノットが好まれている。1ノットは1時間に1海里で、1海里は正確に1,852m（約6,076ft）に等しい。

### その他
一部の国では、クリケット、テニス、野球などのスポーツイベントでボールの移動速度を表現するために、マイル毎時が使われることがある。
特にMLBにおいて100マイル毎時≒時速160.9kmはよく投球速度の指標とされる。

## 換算
1マイル毎時は、以下の速度に等しい。
- （正確に）1.609 344キロメートル毎時（km/h）
- （正確に）0.447 04メートル毎秒（m/s）– SI組立単位
- （正確に）22/15 フィート毎秒 (ft/s) = 約1.4667フィート毎秒（ft/s）
- 約0.868 976ノット（kn）

|        | メートル毎秒 （SI単位） | キロメートル毎時 | ノット       | マイル毎時    | フィート毎秒  |
| ------ | ----------------------- | ---------------- | ------------ | ------------- | ------------- |
| 1 m/s  | = 1 m/s                 | = 3.6 km/h       | ≈ 1.9438 kt  | ≈ 2.2369 mph  | ≈ 3.2808 fps  |
| 1 km/h | ≈ 0.27778 m/s           | = 1 km/h         | ≈ 0.53996 kt | ≈ 0.62137 mph | ≈ 0.91134 fps |
| 1 kt   | ≈ 0.51444 m/s           | = 1.852 km/h     | = 1 海里/h   | ≈ 1.1508 mph  | ≈ 1.6878 fps  |
| 1 mph  | = 0.44704 m/s           | = 1.609344 km/h  | ≈ 0.8690 kt  | = 1 mi/h      | ≈ 1.4667 fps  |
| 1 fps  | = 0.3048 m/s            | = 1.09728 km/h   | ≈ 0.59248 kt | ≈ 0.68181 mph | = 1 ft/s      |